# Charles Nombret Saint-Laurent
Jean-Pierre-Laurent Denombret, noto come Charles Nombret Saint-Laurent (Bergues, 2 luglio 1791 – Boulogne-Billancourt, 30 luglio 1833), è stato un drammaturgo e librettista francese.

## Biografia
Figlio di un chirurgo militare, morto quando egli aveva due anni, fu allevato dalla madre grazie a un risarcimento da parte della Convenzione, in quanto vedova di guerra.
Funzionario nel settore Ponti e Chiuse, ha composto, spesso in collaborazione, Vaudevilles e molte altre pièces teatrali, che ebbero un successo ragguardevole nei maggiori teatri di Parigi.

## Opere
- 1817: Une promenade à Saint-Cloud, in 1 atto e in vaudevilles, con Alexis Wafflard;
- 1819: Le Moulin de Bayard, vaudeville storico in 1 atto, con Fulgence de Bury e Revel;
- 1819: Le Séducteur champenois, ou les Rhémois, commedia-vaudeville in 1 atto, con Xavier B. Saintine e Armand d'Artois;
- 1823: Les Couturières, ou le Cinquième au-dessus de l'entresol, tableau-vaudeville in i atto, con Marc-Antoine Madeleine Désaugiers e Saintine;
- 1824: Le Coiffeur et le perruquier, commedia-vaudeville in 1 atto, con Édouard-Joseph-Ennemond Mazères e Eugène Scribe;
- 1824: Pinson, père de famille, ou la Suite de Je fais mes farces , folie-vaudeville in 1 atto, con Désaugiers e Saintine;
- 1825: Brelan d'amoureux, ou les Trois soufflets, vaudeville in 1 atto, con Saintine e Jean-Baptiste-Rose-Bonaventure Violet d'Épagny;
- 1827: Les Cartes de visite, ou Une fête de famille, vaudeville in 1 atto, con Saintine;
- 1827: Le Mari par intérim, commedia-vaudeville in 1 atto, con Fulgence de Bury e Henri de Tully;
- 1827: John Bull au Louvre, vaudeville in 3 quadri, con Emmanuel Théaulon e Jean-François Bayard;
- 1827: La Halle au blé ou l'Amour et la morale, tableau sbarazzino in 1 atto, con Francis baron d'Allarde e Armand d'Artois;
- 1827: Les Dames peintres, ou l'Atelier à la mode, tableau in 1 atto, con Gabriel de Lurieu;
- 1829: Le Bandit, pièce in 2 atti, con Théodore Anne e Emmanuel Théaulon;
- 1830: Le Mardi-Gras et le lendemain, ou Vive la joie et les pommes de terre!, in 1 atto e mezzo, con Durand e Florentin;
- 1830: Bonaparte, lieutenant d'artillerie, ou 1789 et 1800, commedia storica in 2 atti, con Saintine e Félix-Auguste Duvert;
- 1831: Le Boa, ou le Bossu à la mode, commedia-vaudeville in 1 atto;
- 1844: Le Roman de la pension, commedia in vaudeville, con Bayard.